# Lon Nol
En aquest nom cambodjà, el cognom és Lon.
Lon Nol (khmer: លន់ នល់)  (Prey Veng Province, 13 de novembre de 1913 - Fullerton, 17 de novembre de 1985) va ser un polític i general cambodjà, que va servir com a primer ministre en dues ocasions (1966–67; 1969–71), a més de ser ministre de defensa en diverses ocasions. El 1970 va liderar un cop d'estat contra el príncep Norodom Sihanouk, convertint-se en el president de la recent creada República Khmer fins al 1975. Va ser el fundador i líder del breu Partit Republicà Socialista i comandant en cap de les Forces Armades Nacionals Khmer.

## Biografia

### Joventut
Nol va néixer a la província de Prey Veng rl 13 de novembre de 1913 en una família mestissa d'ascendència khmer i xinesa. El seu pare, Lon Hin, era fill d'un Khmer Krom de la província de Tay Ninh que va ser cap de districte de Siem Reap i Kampong Thom, després de fer-se un nom pacificant diversos grups de bandits a Prey Veng. El seu avi matern havia estat un immigrant xinès de la província de Fujian que posteriorment es convertiria en governador de Prey Veng. Nol va ser educat, en un ambient relativament privilegiat, al Liceu de Chasseloup-Laubat de Saigon, primer, i a la Reial Acadèmia Militar de Cambodja, després.

### Govern colonial
Nol va trobar feina al servei colonial francès el 1937, on es va convertir en magistrat, destacant per la seva eficiència en la imposició de la llei francesa contra un seguit de disturbis anticolonials succeïts el 1939. El 1946 va aconseguir el càrrec de governador de la província de Kratie. Més tard s'associaria amb el rei Norodom Sihanouk, i a finals de la dècada de 1940 va començar a involucrar-se amb l'escena política cambodjana, quan va crear un grup de dretes, monàrquic i independentista. El 1952 es va unir a l'exèrcit i va realitzar operacions militars contra el Viet Minh.
Després de la independència, el Partit Renovació Khmer de Nol (que va concorre a les eleccions conjuntament amb altres partits dretans liderats per, entre d'altres, Sam Sary i Dap Chhuon), es va convertir en el cor del Sangkum, organització liderada per Sihanouk per guanyar les eleccions parlamentàries de 1955.

### Govern de Sihanouk, 1955–70
Nol va ser nomenat Cap de l'Estat Major el 1955, a més de comandant en ca de les forces armades el 1960 i ministre de defensa. En aquella època era un dels seguidors més fidels de Sihanouk, sobretot en la persecució dels petits moviments comunistes del país. El 1963 va ser nomenat viceprimer ministre. Quan Sihanouk, en un intent de distanciar el país dels efectes de la Segona Guerra d'Indoxina, va iniciar una política exterior d'extrema neutralitat, fet que implicava un acostament a la Xina comunista i a la tolerància del Vietnam del nord a la frontera oriental, Nol va mantenir-se fidel als Estats Units, expressant el seu lament per la fi de l'ajuda nord-americana a partir de 1963.
Les eleccions parlamentàries de 1966 van representar un intercanvi de poders en la balança favorable a Nol i els altres dretans del Sangkum, ja que els candidats conservadors i de dretes van guanyar de forma aclaparadora. Lon Nol va convertir-se en primer ministre, i l'any següent les seves tropes van ser utilitzades per Sihanouk per dur a terme una brutal repressió contra una revolta d'aspiracions esquerranes, l'alçament de Samlaut, que s'havia desenvolupat a la província de Battambang.
Nol va resultar ferit en un accident de cotxe a finals de 1967, havent-se de retirar temporalment de la vida pública. No obstant, el 1968 va retornar com a ministre de defensa, i el 1969 va tornar a ser primer ministre, nomenant com al seu vicepresident el pro-americà i anti-Sihanouk príncep Sisowath Sirik Matak.

### Cop d'estat de 1970
Més tard Sihanouk asseguraria que el cop d'estat que va patir el 1970 havia estat el resultat de l'aliança entre el seu gran enemic, Son Ngoc Thanh, i Sirik Matak, tot això amb el suport i planificació de la CIA. Tot i així, no s'ha trobat cap evidència concreta de la intervenció estatunidenca en el cop de 1970. Sembla que Lon Nol, en un primer moment, va intentar enfortir la seva posició davant dels vietnamites del nord perquè les seves tropes (i les del Viet Cong) deixessin de fer servir Cambodja per atacar Vietnam del Sud, i va intentar pressionar Sihanouk perquè ho aconseguís. No obstant, els esdeveniments ràpidament van superar el pla original, i amb l'encoratjament de Sirik Marak, que volia veure la deposició de Sihanouk com a cap d'estat, Lon Nol va acabar de configurar la caiguda de Sihanouk.
Mentre Sihanouk es trobava a l'estranger, el març de 1970, es van produir manifestacions anti-vietnamites a Phnom Penh. El 12 de març Lon Nol i Sirik Matak van tancar el port de Sihanoukville, des d'on es traficava amb armes destinades al Viet Cong, als nord vietnamites, establint un ultimàtum: totes les forces PAVN (Nord vietnamites) i NLF (Viet Cong) havien dpabandonar terra cambodjana abans de 72 hores o enfrontar-se a accions militars.
En un primer moment, Lon Nol va negar-se a retirar el càrrec a Sihanouk; per obligar-lo, Sirik Marak el feu escoltar una conferència de premsa gravada a París, en la qual Sihanouk el culpava dels problemes i amenaçava d'executar-lo a ell i a Marak tant bon punt arribés a Phnom Penh. Tot i així, el primer ministre va seguir sense decidir-se, sense tampoc atrevir-se a instigar una votació a l'Assemblea Nacional. La nit del 17 de març, Sirik Marak, acompanyat de tres oficials de l'exèrcit, va dirigir-se a la residència del primer ministre i va obligar Lon Nol a signar els documents necessaris a punta de pistola.
El 18 de març l'Assemblea Nacional va votar retirar tot el poder a Sihanouk. El general Lon Nol va assumir els poders de cap d'estat d'acord amb l'estat d'emergència- El 28 i 29 de març hi va haver moltes manifestacions a favor de Sihanouk en diverses capitals de província, però les forces de Lon Nol les van reprimir, provocant la mort a centenars de persones. La República Khmer va proclamar-se oficialment aquell octubre, mentre que Sihanouk, que havia format un govern a l'exili, el GRUNK, incorporant els khmers rojos, va ser conemnat a mort "in absentia". Paral·lelament, en el transcurs de la Campanya cambodjana d'abril de 1970, les forces dels Estats Units i Vietnam del Sud havien entrat a territori cambodjà perseguint les tropes del Vietnam del nord i del Viet Cong.

### República Khmer i Guerra Civil

Bandera de la República Khmer.

La República Khmer (1970–1975) va ser fundada amb l'objectiu d'acabar amb la corrupció desenfrenada a Cambodja, així com restablir la sobirania de Cambodja en la part oriental del seu territori, ocupada per insurgents comunistes vietnamites a causa de la política de neutralitat de Sihanouk. Tot i els seus ambiciosos objectius, la república es va mostrar desastrosa tant en l'àmbit polític com militar. La salud de Lon Nol va començar a declinar i va patir un infart el febrer de 1971. La seva direcció va començar a ser erràtica i autoritària: es va autoanomenar mariscal (títol que prèviament no havia existit a Cambodja) l'abril de 1971, i l'octubre següent va suspendre l'Assemblea Nacional, exposant que no volia "seguir interpretant el joc de la democràcia". Amb l'ajuda del seu germà petit, el general Lon Non, Nol va aconseguir limitar la influència de Sirik Matak, In Tam i d'altres dels líders del cop de 1970. També va insistir en dirigir personalment la major part de les accions de les Forces Armades Nacionals Khmer.
Amb el temps, el règim de Lon Nol va acabar depenent completament de l'ajuda que els prestaven els estatunidencs, que cap al final no consistia en la resolució política i miliar que hauria pogut salvar la fràgil república. El 1975 el govern va acabar reduït a gairebé només un sector al voltant de Phnom Penh i del temple de Preah Vihear, al nord, a la frontera amb Tailàndia. Les FANK van quedar aviat sense munició. Lon Nol depenia cada vegada més del consell d'endevins i místics budistes: en un moment donat, quan els khemers rojos assaltaven Phnom Penh, va fer un cercle de sorra consagrada per defensar la ciutat. Finalment, l'1 d'abril, va dimitir i va fugir del país, en part perquè el seu nom era el primer de a llista de persones que els khemers rojos havien jurat que executarien.

### Exili
La principal prioritat dels khmers rojos un cop s'havien fet amb el poder de Cambodja i havien superat la República Khmer, era executar tots els líders i alts funcionaris del règim anterior, fat que Lon Nol va aconseguir evitar.
Lon Nol va fugir de Cambodja i va arribar a Indonèsia, primer, i als Estats Units, després; fins al 1979 es va estar a Hawaii, i de d'aleshores va viure a Fullerton. Allí hi va viure amb la seva segona esposa, Sovanna Lon, i bona part dels seus nu fills, fins que va morir d'un problema cardíac el 17 de novembre de 1985 al St. Jude Medical Center.

## Ideologia
Tot i la seva participació principal en la deposició de Sihanouk, Nol era un ferm defensor de la jerarquia tradicional cambodjana: després que Sihanouk fos deposat, es va postrar davant dels peus de la reina mare demanant el seu perdó. La seva ideologia la va batejar com a "Neokhemerisme", terme que englobava un nacionalisme xovinista barrejat amb el misticisme. A més, va expressar en alguna ocasió l'ambició de reunificar els khmers ètnics de Cambodja amb els Khmer Krom del delta del Mekong i els Khmer Surin de Tailàndia, projectant un estat de "trenta milions" de khmers cap a l'any 2020. Va demanar als seus seguidors que adoptessn les tradicions dels que va anomenar "sagrats guerrers" (yuthesel) del Mon-Khmer, a més d'encoratjar-los a referir-se a ell com el seu "Papa negre", amb relació a la pell negra considerada com el veritable senyal de khmer autèntic.